# منطقه آماری گوریزیا
منطقه آماری گوریزیا (اسلوونیایی: Goriška statistična regija) یک منطقه آماری در غرب اسلوونی و در امتداد مرز با ایتالیا است. این نام از شهر ایتالیایی گوریزیا گرفته شده‌است (صفت زنانه goriška از نام اسلوونیایی گوریزیا: Gorica گرفته شده‌است).
کوه‌های آلپ جولیان، رودخانه سوچا و دره ویپاوا از برجسته‌ترین ویژگی‌های طبیعی این منطقه هستند.
این منطقه در سال ۲۰۱۲ کمی بیش از ۵ درصد به کل تولید ناخالص داخلی ملی کمک کرد، اما از نظر تولید ناخالص داخلی سرانه در رتبه چهارم کشور قرار گرفت. در همان سال، درآمد سرانه قابل تصرف در منطقه بالاترین میزان را داشت و در رتبه دوم پس از منطقه آماری اسلوونی مرکزی قرار داشت. برآوردهای موجودی مسکن نشان می‌دهد که در پایان سال ۲۰۱۳، این منطقه بیشترین سهم خانه‌های سه اتاق یا بیشتر (حدود ۷۰ درصد) را داشته‌است. سهم خانه‌های تک اتاقه کمتر از ۱۰ درصد بود. خانه‌ها در این منطقه بزرگ‌تر از میانگین اسلوونی هستند و به‌طور میانگین ۳۷ متر مربع فضای قابل استفاده برای هر نفر دارند. تعداد خودروها به ازای هر ۱۰۰۰ نفر جمعیت نیز در اسلوونی با میانگین ۱۰۰ خودرو بیشتر از منطقه آماری ساوا مرکزی است. با این حال، اتومبیل‌های اینجا و در منطقه آماری ساوا پایین نیز قدیمی‌ترین هستند (به‌طور متوسط تقریباً ۱۰ سال در سال ۲۰۱۳).
گوریزیا بین مناطق سنتی ساحلی اسلوونی و کارنیولا تقسیم شده‌است.

## شهرها و شهرک‌ها
منطقه آماری گوریزیا شامل شش شهر و شهرک است که بزرگ‌ترین آنها نوا گوریکا است.
| رتبه | نام                 | جمعیت (۲۰۲۱) |
| ---- | ------------------- | ------------ |
| ۱.   | نوا گوریکا          | ۱۲٬۸۷۱       |
| ۲.   | آجدوفشچینا          | ۶٬۹۲۲        |
| ۳.   | ادریجا              | ۵٬۸۳۱        |
| ۴.   | Šempeter pri Gorici | ۳٬۷۲۰        |
| ۵.   | تولمین              | ۳٬۲۷۴        |
| ۶.   | Bovec               | ۱٬۶۷۱        |

## شهرداری‌ها
منطقه آماری گوریزیا شامل ۱۳ شهرداری است.

## جمعیت‌شناسی
جمعیت در سال ۲۰۲۰، ۱۱۸٬۰۴۱ نفر بوده‌است. مساحت آن ۲۳۲۵ است کیلومتر مربع است.

## اقتصاد

### ساختار اشتغال
- ۵۹ درصد خدمات
- ۳۷٫۸ درصد صنعت
- ۳٫۲ درصد کشاورزی

### گردشگری
۹٫۸ درصد از کل گردشگران اسلوونی را به خود جذب می‌کند که بیشتر آنها از ایتالیا (۴۱٫۵٪) و اسلوونی (۲۰٫۷٪) هستند.

## حمل و نقل
- طول بزرگراه‌ها: ۴۴٫۸ کیلومتر
- طول جاده‌های دیگر: ۳۱۴۹ کیلومتر